# Loiching
Loiching – miejscowość i gmina w Niemczech, w kraju związkowym Bawaria, w rejencji Dolna Bawaria, w regionie Landshut, w powiecie Dingolfing-Landau. Leży około 5 km na zachód od Dingolfing, nad Izarą.

## Demografia
| Rok  | Liczba mieszk. |
| ---- | -------------- |
| 1970 | 2 296          |
| 1987 | 2 871          |
| 2000 | 3 528          |
| 2005 | 3 595          |
| 2008 | 3 560          |

### Struktura wiekowa
Dane o ludności z 31 grudnia 2008:
| Opis                                | Ogółem | Ogółem | Kobiety | Kobiety | Mężczyźni | Mężczyźni |
| ----------------------------------- | ------ | ------ | ------- | ------- | --------- | --------- |
| Jednostka                           | osób   | %      | osób    | %       | osób      | %         |
| Populacja                           | 3560   | 100    | 1720    | 48,31   | 1840      | 51,69     |
| Wiek przedprodukcyjny (0–17 lat)    | 726    | 20,39  | 351     | 9,86    | 375       | 10,53     |
| Wiek produkcyjny (18–65 lat)        | 2296   | 64,49  | 1088    | 30,56   | 1208      | 33,93     |
| Wiek poprodukcyjny (powyżej 65 lat) | 538    | 15,11  | 281     | 7,89    | 257       | 7,22      |

## Polityka
Wójtem jest Günter Schuster z CSU, jego poprzednikiem był Reiner Schachtner. Rada gminy składa się z 16 osób.
|      | CSU | SPD/FW | FWG | AB | UWG | Razem |
| 2008 | 6   | 3      | 5   | 1  | 1   | 16    |
| 2002 | 7   | 4      | 5   | -  | -   | 16    |

## Współpraca
Miejscowość partnerska:
- Sławoborze, Polska

## Oświata
W gminie znajduje się 75 miejsc przedszkolnych oraz szkoła podstawowa (15 nauczycieli, 298 uczniów).